# Пудльонґ
Пудльонґ (пол. Pudląg, нім. Paudling) — село в Польщі, у гміні Біскупець Ольштинського повіту Вармінсько-Мазурського воєводства.
Населення — 162 особи (2011).
У 1975-1998 роках село належало до Ольштинського воєводства.

## Демографія
Демографічна структура станом на 31 березня 2011 року:
|          | Загалом | Допрацездатний вік | Працездатний вік | Постпрацездатний вік |
| -------- | ------- | ------------------ | ---------------- | -------------------- |
| Чоловіки | 86      | 16                 | 63               | 7                    |
| Жінки    | 76      | 17                 | 47               | 12                   |
| Разом    | 162     | 33                 | 110              | 19                   |